# 饮食人类学
饮食人类学是人类学的一个分支学科，它将民族志和历史视角与当代食品生产和消费体系中的社会问题联系起来。

## 概述
饮食人类学通过研究各族群的饮食习惯及与饮食相关的各种活动，了解因认知方法的差异，以解读社会组织、等级或阶级、文化分类与信仰体系等人类学、社会性学和文化研究等学科的问题。

## 历史
19世纪的传统民族志报告中，经常用生产方式和饮食习惯来描写生命礼俗或年节庆典，但尚未运用饮食特色去解释文化、社会结构或变迁。
人类学对食物的研究，最早是加里克·马勒瑞（Garrick Mallery）在1888年发表于《美国人类学家》杂志第1卷第3期的《礼仪与进餐》。1889年，威廉·罗伯逊·史密斯（William Robertson Smith）在闪米特宗教系列讲座中，有一个重要的章节与食物有关。早期的研究还包括：弗兰克·哈密尔顿·库欣（Frank Hamilton Cushing）关于祖尼人谷类食物的专论；弗朗茨·博厄斯对夸扣特尔（Kwakiutl）印第安人鲑鱼食谱的详尽记述。1957年，海伦·科德尔（Helen Codere）以博厄斯的记录为基础，展开对烹调鲑鱼相关的社会组织和社会阶层的分析。
1950年代，约翰·伯内特（John Burnett）和列维-斯特劳斯两人分别开始研究食物以及进食的社会意义，成为了对食物进行现代人类学研究的奠基者。1960年代后期，君特·威格曼（Günter Wiegelmann）使德语地区的人类学的饮食研究有了突破，他在1967年对日常饮食与节日饮食发展进行了分析，他和汉斯·于尔根·托特伯格（Hans Jürgen Teuteberg）在1972年共同研究了饮食习惯在工业化影响下的演变。饮食历史的研究主要致力于弄清18世纪晚期至20世纪早期在工业化、人工增长与日常饮食的变化之间的关系。
1960年代，玛丽·道格拉斯在《洁净与危险》一书中，从动物的基本分类原则上，确定宗教仪式中的牺牲以及食品在文化观念中的分类系统，确定动物作为食物的区分原则和关系。
1970年代，从美国的医药人类学（medical anthropology）的支派中衍生了烹调人类学（gastronomic anthropology）、营养人类学（the anthropology of nutrition），通过调查社会组织或宗教信仰与饮食方式的关系，或分析社群的饮食习惯以加强对卫生营养的认识。马歇尔·萨林斯运用偏重行为生态学的研究模式，阐释人类在采集食物时的策略，是选择在单位时间内能给身体带来最大热量的食物。并以非洲布须曼人和澳大利亚土著的食物系统为例，强调土著食物系统中“对物质需求的节制俨然归约：它成为一种积极的文化因素，表现在经济的各个方面”。
虽然早期的人类学研究经常把烹饪和饮食作为仪式或日常生活的一部分，但很少把食物作为学术研究的中心。这种情况在20世纪下半叶发生了变化，当时马文·哈里斯、阿琼·阿帕杜莱、杰克·古迪和西德尼·明茨的基础性工作巩固了对食物的研究，将其作为对现代社会生活的一个关键洞见。
1980年代初，杰克·古迪（Jack Goody）的《烹饪、菜肴与阶级》标志着人类学对食物研究的转向，将特定的食物体系作为独立的文化表述范式。西德尼·明茨因其著作《甜与权力》（1985年）而被誉为“饮食人类学之父”，该书将英国对糖的需求与帝国的建立以及剥削性的工业劳动条件联系起来。
1990年代，亨里埃塔·穆尔（Henrietta L. Moore）和梅根·沃恩（Megan Vaughan）在奥德丽·理查兹（Audrey Richards）对于南罗得西亚的食物生产、准备、交换、偏好、象征、消费等的民族志研究基础上，将历史融合于民族志中，兼顾了宏观视角，同时又有细节描述。
此后，人类学对食物的研究延伸至更大的社会领域，比如政治经济价值的创造、象征价值的简历以及社会对记忆的塑造。对食物供给与季节性仪式、食物供给与战争爆发的周期性、食物资源的周期性与协作性关系的研究，则加强了对族群和跨族群文化交流的理解。

## 研究
人类学中，对饮食的民族志研究，可归纳为以下几种：作为某种单一的商品或物质、食物与社会变迁、食物的非安全性、饮食与仪式、饮食与认同、引导性物质等。
食物民族志发展主要有以下四个路径：
- 以马文·哈里斯、迈克尔·哈纳（Michael Harner）为代表，强调食物满足人类的基本功能，即唯物论的基本主张。
- 以萨根（Eil Sagen）为代表，注重某一特定族群对食物体系在传统和传承中与祖先灵魂、信仰体系之间的关系，无论对食物在分类上的规定，还是在特殊仪式场合中的精神界定，都旨在强调食物与精神起因的关系假说。[16]
- 以马歇尔·萨林斯为代表的人类学家反对简单地将食物与满足人类生存需求同置一畴，视图在不同文明、文化、区域、族群的食物系统中确认一种文化相对论的主张，即不同的食物体系既具有各自的文化特性，又广泛存在像马塞尔·莫斯在《礼物》中所说的具有社会功能-结构意义上的“整体呈现”性质。[17]
- 以安妮特·B·韦纳（Annette B. Weiner）为代表，认为食物体系既是一种对物质生存的选择体系，也是一种特殊的认知体系，还是一种与生态环境相辅相成的合作体系。选择食物其实是一种认知过程，也是一种在生产模式。韦纳试图通过食物的资源与生产过程中的各种关系，突出“自我”与“他者”同构为基本条件——不仅是社会关系，也是达成与自然资源之间的社会再生产。[18]

张展鸿教授把饮食人类学理论上的发展，归纳为三大主题：
- 对社交指标的了解，如赠礼、酒席及宴会，以玛格丽特·L·阿诺特（Margaret L Arnott）[19]、阿尔君·阿帕杜莱（Arjun Appadurai）[20]、马文·哈里斯等为代表。
- 对社会身份及身份象征的研讨，以杰克·古迪[10]、西德尼·明茨[12]、马歇尔·萨林斯等为代表。
- 对建构民族及文化身份认同的解读，以大貫惠美子（Emiko Ohnuki-Tierney）[21]、戴维·E·萨顿（David E Sutton）[22]、理查德·威尔克 （Richard R. Wilk）[23]等为代表。

研究追踪了食物的食材和象征意义，以及它们是如何相交的。目前正在讨论的主题有：食品作为一种差异化、共通性和食品在工业化和全球化劳动力和商品链中的作用。
美国和英国有几个相关的跨学科的学术项目（列在食品研究机构之下）。

## 流派

### 唯心派
唯心派主张，人类对于食物的选择，在于该物种是否有益于人类的思考（good to think）。并认为“食物，必先滋养群体的心智，而后才进入其空空的肚子”。“好的食物”在“吃起来好”之前首先必须“想到它好”。
1964年至1971年，列维-斯特劳斯连续出版了四卷本的《神话学》，在其中的《生食与熟食》中提出了烹饪三角结构（Culinary triangle），以说明食物在天然资源和文化商品之间的复杂关系，因应不同的社会需要对食物的烹调方法，突显人类思想模式的普遍性。书中从神话原始对立，建立起“生/熟”、“自然/文化”等二元对立关系，揭示人的深层心理结构支配人类行为，影响人的食物选择及烹饪。

### 唯物派
唯物派主张，不同族群对食物的选择，在于该物种是否有利于吃（good to eat）。并认为“食物是否有益于思考取决于它们有利于吃或不利于吃。食物必先填饱群体的肚子，然后才充实其精神。”
马文·哈里斯从文化唯物主义的文化生态学前提出发，试图采用科学的方法解释食物在不同政治经济环境中的变化，而这些变化正是人类文化和自然演化的互动关系所产生的结果。